# I Wanna Talk 2 U
„I Wanna Talk 2 U“ je píseň velšského hudebníka a hudebního skladatele Johna Calea. Poprvé vyšla dne 6. července 2012 jako první singl z alba Shifty Adventures in Nookie Wood, které následně vyšlo v říjnu téhož roku. Singl vyšel pouze v digitální formě, nikoliv však na CD ani na vinylové desce. Hudbu k písni složil Cale spolu s Danger Mousem (vlastním jménem Brian Burton) a text napsal sám Cale. Jejími producenty jsou oba autoři.
Píseň vznikla poté, co Burton pozval Calea na nahrávání alba skupiny The Shortwave Set v roce 2008. Píseň však zůstala nedokončená a Cale si na ní vzpomněl, když plánoval své nové album. Nakonec ji dokončil a vydal na svém albu. Cale o Burtonově přínosu řekl, že písni dal detroitský zvuk, který on sám hledal.
V původní studiové verzi písně hraje vedle Calea (zpěv, akustická kytara, elektrická kytara, varhany, syntezátory, perkuse) a Burtona (baskytara, syntezátory, programování bicích) ještě Dustin Boyer (elektrická kytara). Cale tuto píseň hrál při většině koncertech během svého turné na podporu alba Shifty Adventures in Nookie Wood a v lednu 2013 ji představil v televizním pořadu Late Night with Jimmy Fallon.